# John Lithgow
John Arthur Lithgow (Rochester, New York, 1945. október 19. –) kétszeres Golden Globe-, Tony-, valamint hatszoros Emmy-díjas amerikai színész, zenész, író, költő és énekes. Pályafutása során – a fenti díjak és jelölések mellett – két alkalommal jelölték Oscar-díjra és öt alkalommal Grammy-díjra.
Ismertebb televíziós alakításai között található az Űrbalekok (1996–2001) Dick Solomonja, Arthur Mitchell a Dexter (2009) című drámasorozatban és Winston Churchill A Korona (2016–2019) című történelmi websorozatban – mindhárom sorozatával nyert Primetime Emmy-díjakat.
Fontosabb szerepeket kapott a Halál a hídon (1981), a Gumiláb (1984), Az Óriásláb és Hendersonék (1987), a Shrek (2001) és A szerelem útjai (2014) című filmekben. A Garp szerint a világ (1982) és a Becéző szavak (1983) című filmekben nyújtott alakításait a legjobb férfi mellékszereplőnek járó Oscar-jelölésekkel jutalmazták.
A filmezés mellett színpadi színészként is aktív Lithgow Broadway és musicaldarabokban is gyakran fellép.

## Élete és pályafutása
Szülei: Arthur Lithgow és Sarah Jane Price. Tanulmányait a Harvard Egyetemen és a Zenei és Drámai Művészeti Akadémián végezte el Londonban. 1973-ban debütált a Broadwayon.
1982-1983 között a Becéző szavak és a Garp szerint a világ című filmjéért Oscar-díjra jelölték. 1983-ban szerepelt a Homályzóna című filmben, amivel Szaturnusz-díjat nyert. Egy évvel később a 2010 – A kapcsolat éve című filmben Dr. Walter Curnow-ot alakította. Ebben a filmben Roy Scheider és Helen Mirren voltak a színésztársai. 1991-ben az L.A. Story – Az őrült város című vígjátékban Steve Martinnal, Sarah Jessica Parkerrel és Patrick Stewarttal vol látható. 1993-ban Sylvester Stallone mellett volt látható a Cliffhanger – Függő játszma című filmben. 1996-tól öt éven át volt látható az Űrbalekok című filmben. 2001-ben csillagot kapott a Walk of Fame-en. Egy évvel később a Narancsvidék című vígjátékban Jack Black, Kevin Kline és Ben Stiller voltak a partnerei. A 2004-ben bemutatott Peter Sellers életéről szóló filmben Blake Edwards-ot alakította. 2009-ben csatlakozott a Dexter filmsorozathoz. 2011-ben az Így jártam anyátokkal című 2005 óta futó tévésorozatban is látható volt. Még ugyanebben az évben A majmok bolygója: Lázadás című sci-fiben.

## Magánélete
1966–1980 között Phoebe Jean Taynton volt a felesége. 1981 óta Mary Yeager a párja. Három gyermeke van; Nathan, Phoebe és Ian.

## Filmográfia

### Film
| Év   | Magyar cím                                   | Eredeti cím                                                   | Szerep                                 | Magyar hang      |
| ---- | -------------------------------------------- | ------------------------------------------------------------- | -------------------------------------- | ---------------- |
| 1972 |                                              | Dealing: Or the Berkeley-to-Boston Forty-Brick Lost-Bag Blues | John                                   |                  |
| 1976 | Megszállottság                               | Obsession                                                     | Robert Laselle                         | Berzsenyi Zoltán |
| 1978 | A nagy umbulda                               | The Big Fix                                                   | Sam Sebastian                          | Csankó Zoltán    |
| 1979 |                                              | Rich Kids                                                     | Paul Philips                           |                  |
| 1979 | Mindhalálig zene                             | All That Jazz                                                 | Lucas Sergeant                         | Kautzky Armand   |
| 1981 | Halál a hídon                                | Blow Out                                                      | Burke                                  | Orosz István     |
| 1981 | Halál a hídon                                | Blow Out                                                      | Burke                                  | Tarján Péter     |
| 1982 | Élet kifulladásig                            | I'm Dancing as Fast as I Can                                  | Mr. Brunner                            |                  |
| 1982 | Garp szerint a világ                         | The World According to Garp                                   | Roberta Muldoon                        | Rátóti Zoltán    |
| 1983 | Homályzóna                                   | Twilight Zone: The Movie                                      | John Valentine                         | Kránitz Lajos    |
| 1983 | Becéző szavak                                | Terms of Endearment                                           | Sam Burns                              | Ujréti László    |
| 1983 | Becéző szavak                                | Terms of Endearment                                           | Sam Burns                              | Dunai Tamás      |
| 1984 | Gumiláb                                      | Footloose                                                     | Shaw Moore tiszteletes                 | Dunai Tamás      |
| 1984 | Nyomul a nyolcadik dimenzió                  | The Adventures of Buckaroo Banzai Across the 8th Dimension    | Dr. Emilio Lizardo / Lord John Whorfin | Rosta Sándor     |
| 1984 | 2010 – A kapcsolat éve                       | 2010                                                          | Dr. Walter Curnow                      | Csikos Gábor     |
| 1985 | Ki segít a Mikulásnak?                       | Santa Claus: The Movie                                        | B.Z.                                   | Barbinek Péter   |
| 1985 | Ki segít a Mikulásnak?                       | Santa Claus: The Movie                                        | B.Z.                                   | Konrád Antal     |
| 1986 | Halálra rémülve                              | Mesmerized                                                    | Oliver Thompson                        | Harmath Imre     |
| 1986 | Atomjáték                                    | The Manhattan Project                                         | John Mathewson                         | Kőszegi Ákos     |
| 1986 | Atomjáték                                    | The Manhattan Project                                         | John Mathewson                         | Tarján Péter     |
| 1987 | Az Óriásláb és Hendersonék                   | Harry and the Hendersons                                      | George Henderson                       | Vass Gábor       |
| 1988 | Elhaló mennydörgés                           | Distant Thunder                                               | Mark Lambert                           | Szilágyi Tibor   |
| 1989 | Hidegre teszlek                              | Out Cold                                                      | Dave Geary                             |                  |
| 1990 | Memphis Belle                                | Memphis Belle                                                 | Bruce Derringer alezredes              | Csuja Imre       |
| 1991 | L.A. Story – Az őrült város (törölt jelenet) | L.A. Story                                                    | Harry Zell                             |                  |
| 1991 | Játék az Úristen pályáján                    | At Play in the Fields of the Lord                             | Leslie Huben                           |                  |
| 1991 | Visszakézből                                 | Ricochet                                                      | Earl Talbot Blake                      | Tordy Géza       |
| 1991 | Visszakézből                                 | Ricochet                                                      | Earl Talbot Blake                      | Várkonyi András  |
| 1992 | Káin ébredése                                | Raising Cain                                                  | Carter / Cain / Dr. Nix / Josh / Margo | Kovács István    |
| 1992 | Káin ébredése                                | Raising Cain                                                  | Carter / Cain / Dr. Nix / Josh / Margo | Juhász Jácint    |
| 1993 | Áldozat vagy gyilkos                         | The Wrong Man                                                 | Phillip Mills                          |                  |
| 1993 | A Pelikán ügyirat                            | The Pelican Brief                                             | Smith Keen                             | Cs. Németh Lajos |
| 1993 | Csalás és ámítás                             | Love, Cheat & Steal                                           | Paul Harrington                        | Barbinek Péter   |
| 1993 | Cliffhanger – Függő játszma                  | Cliffhanger                                                   | Eric Qualen                            | Kun Vilmos       |
| 1994 | A csend fogságában                           | Silent Fall                                                   | Dr. Rene Harlinger                     | Cs. Németh Lajos |
| 1994 | Az elveszett hercegnő                        | Princess Caraboo                                              | Wilkinson professzor                   | Papp János       |
| 1994 | Afrika koktél                                | A Good Man in Africa                                          | Arthur Fanshawe                        | Beregi Péter     |
| 1996 | Mélypont                                     | Hollow Point                                                  | Thomas Livingston                      | Konrád Antal     |
| 1998 | Fű alatt                                     | Homegrown                                                     | Malcolm / Robert Stockman              | Tolnai Miklós    |
| 1998 | Johnny, a dögkeselyű                         | Johnny Skidmarks                                              | Larry Skovik őrmester                  | Koroknay Géza    |
| 1998 | Zavaros vizeken                              | A Civil Action                                                | Walter J. Skinner                      | Konrád Antal     |
| 2000 | A fecsegő tipegők Párizsban                  | Rugrats in Paris: The Movie                                   | Jean-Claude (hangja)                   |                  |
| 2001 | Shrek                                        | Shrek                                                         | Lord Farquaad (hangja)                 | Végvári Tamás    |
| 2002 | Narancsvidék                                 | Orange County                                                 | Bud Brumder                            | Várkonyi András  |
| 2002 | Narancsvidék                                 | Orange County                                                 | Bud Brumder                            | Ujréti László    |
| 2004 | Peter Sellers élete és halála                | The Life and Death of Peter Sellers                           | Blake Edwards                          |                  |
| 2004 | Kinsey                                       | Kinsey                                                        | Alfred Kinsey                          | Sörös Sándor     |
| 2006 | Dreamgirls                                   | Dreamgirls                                                    | Jerry Harris                           | Barbinek Péter   |
| 2009 | Egy boltkóros naplója                        | Confessions of a Shopaholic                                   | Edgar West                             | Szacsvay László  |
| 2010 | Szökőhév                                     | Leap Year                                                     | Jack Brady                             | Várkonyi András  |
| 2011 | A majmok bolygója: Lázadás                   | Rise of the Planet of the Apes                                | Charles Rodman                         | Tordy Géza       |
| 2011 | Szilveszter éjjel                            | New Year's Eve                                                | Jonathan Cox (stáblistán nem szerepel) | Cs. Németh Lajos |
| 2011 | Dzsungelriportok – Vissza a jégmezőkre       | The Jungle Bunch: The Movie                                   | Maurice (hangja)                       |                  |
| 2012 | Képtelen kampány                             | The Campaign                                                  | Glenn Motch                            | Mertz Tibor      |
| 2012 | 40 és annyi                                  | This Is 40                                                    | Oliver                                 | Szacsvay László  |
| 2014 | A szerelem útjai                             | Love Is Strange                                               | Benjamin Arthur Hull                   | Mertz Tibor      |
| 2014 |                                              | The Jungle Bunch 2: The Great Treasure Quest                  | Maurice (hangja)                       |                  |
| 2014 | A kelletlen útitárs                          | The Homesman                                                  | Alfred Dowd tiszteletes                | Várkonyi András  |
| 2014 | Csillagok között                             | Interstellar                                                  | Donald                                 | Konrád Antal     |
| 2015 |                                              | Best of Enemies (dokumentumfilm)                              | Gore Vidal (hangja)                    |                  |
| 2016 | A könyvelő                                   | The Accountant                                                | Lamar Blackburn                        | Ujréti László    |
| 2016 | Miss Sloane                                  | Miss Sloane                                                   | Ron M. Sperling szenátor               | Várkonyi András  |
| 2017 | Beatriz, mint vendég                         | Beatriz at Dinner                                             | Doug Strutt                            | Barbinek Péter   |
| 2017 | Megjött apuci 2.                             | Daddy's Home 2                                                | Don Whitaker                           | Harsányi Gábor   |
| 2017 | Tökéletes hang 3.                            | Pitch Perfect 3                                               | Fergus Hobart                          | Barbinek Péter   |
| 2019 | Talkshow                                     | Late Night                                                    | Walter Newbury                         | Konrád Antal     |
| 2019 |                                              | The Tomorrow Man                                              | Ed Hemsler                             |                  |
| 2019 | Kedvencek temetője                           | Pet Sematary                                                  | Jud Crandall                           | Harsányi Gábor   |
| 2019 | Botrány                                      | Bombshell                                                     | Roger Ailes                            | Konrád Antal     |
| 2023 | Megfojtott virágok                           | Killers of the Flower Moon                                    | Leaward ügyész                         | Barbinek Péter   |
| 2023 | Simlis                                       | Sharper                                                       | Richard Hobbes                         |                  |
| 2024 | Konklávé                                     | Conclave                                                      | Tremblay                               | Ujréti László    |
| 2024 | Cabrini – A szent                            | Cabrini                                                       | Mayor Gould                            |                  |
| 2024 | Ellian és a mágikus kötelék                  | Spellbound                                                    | Bolinar (hangja)                       | Hirtling István  |
| 2024 |                                              | The Rule of Jenny Pen                                         | Dave Crealy                            |                  |

### Televízió

#### Tévéfilm
| Év   | Magyar cím         | Eredeti cím                     | Szerep                                    | Magyar hang      |
| ---- | ------------------ | ------------------------------- | ----------------------------------------- | ---------------- |
| 1974 | A vidéki lány      | The Country Girl                | Paul Unger                                |                  |
| 1980 |                    | The Oldest Living Graduate      | Clarence Sickenger                        |                  |
| 1980 |                    | Mom, the Wolfman and Me         | Wally                                     |                  |
| 1980 |                    | Big Blonde                      | Herbie Morse                              |                  |
| 1982 |                    | Not In Front of the Children    | Richard Carruthers                        |                  |
| 1983 | Másnap             | The Day After                   | Joe Huxley professzor                     | Rosta Sándor     |
| 1983 | Másnap             | The Day After                   | Joe Huxley professzor                     | Berzsenyi Zoltán |
| 1984 |                    | The Glitter Dome                | Marty Wellborn őrmester                   |                  |
| 1986 |                    | Resting Place                   | Kendall Laird őrnagy                      |                  |
| 1987 |                    | Baby Girl Scott                 | Neil Scott                                |                  |
| 1989 |                    | Traveling Man                   | Ben Cluett                                |                  |
| 1990 |                    | Ivory Hunters                   | Robert Carter                             |                  |
| 1991 |                    | The Boys                        | Artie Margulies                           |                  |
| 1994 |                    | World War II: When Lions Roared | Franklin D. Roosevelt                     |                  |
| 1995 | Közel a gyilkoshoz | My Brother's Keeper             | Tom Bradley / Bob Bradley                 |                  |
| 1995 |                    | Redwood Curtain                 | Laird Riordan                             |                  |
| 1995 | A 99-es alakulat   | The Tuskegee Airmen             | Conyers szenátor                          | Uri István       |
| 2000 | Don Quixote        | Don Quixote                     | Don Quixote de la Mancha / Alonso Quijano | Tordy Géza       |

#### Sorozat
| Év        | Magyar cím                    | Eredeti cím                        | Szerep                          | Megjegyzések                                  |
| --------- | ----------------------------- | ---------------------------------- | ------------------------------- | --------------------------------------------- |
| 1977      |                               | Great Performances                 | Thorne százados                 | 1 epizód                                      |
| 1984      |                               | Faerie Tale Theatre                | Aranyfürtöcske apja             | 1 epizód                                      |
| 1985–1988 | Saturday Night Live           | Saturday Night Live                | önmaga (házigazda)              | 3 epizód                                      |
| 1986      |                               | Amazing Stories                    | John Walters                    | 1 epizód                                      |
| 1995      | Mesék a kriptából             | Tales from the Crypt               | Dr. Oscar Charles               | 1 epizód                                      |
| 1995      | Frasier – A dumagép           | Frasier                            | Madman Martinez (hangja)        | 1 epizód                                      |
| 1996–2001 | Űrbalekok                     | 3rd Rock from the Sun              | Dick Solomon                    | 139 epizód                                    |
| 1999      |                               | Cosby                              | önmaga                          | 1 epizód                                      |
| 2003      |                               | Freedom: A History of Us           | Benjamin Rush                   | 4 epizód                                      |
| 2003      | Roger Williams                | Freedom: A History of Us           |                                 | 4 epizód                                      |
| 2003      | Henry Billings Brown          | Freedom: A History of Us           |                                 | 4 epizód                                      |
| 2003      | Ward Hunt                     | Freedom: A History of Us           |                                 | 4 epizód                                      |
| 2006      |                               | Twenty Good Years                  | John Mason                      | 13 epizód                                     |
| 2009      | Dexter                        | Dexter                             | Arthur Mitchell                 | 12 epizód                                     |
| 2009      | A stúdió                      | 30 Rock                            | önmaga                          | 1 epizód                                      |
| 2011      |                               | Prohibition                        | H. L. Mencken (hangja)          | minisorozat (3 epizód)                        |
| 2011–2014 | Így jártam anyátokkal         | How I Met Your Mother              | Jerome "Jerry" Whitaker         | 4 epizód                                      |
| 2013      |                               | Timms Valley                       | Ol' Gregory Timms (hangja)      | próbaepizód                                   |
| 2013–2014 |                               | Once Upon a Time in Wonderland     | Percy the White Rabbit (hangja) | 13 epizód                                     |
| 2014      | Tömény történelem             | Drunk History                      | William Randolph Hearst         | 2 epizód                                      |
| 2014      | Tömény történelem             | Drunk History                      | George Washington               | 2 epizód                                      |
| 2015      |                               | Louie                              | vicces férfi                    | 1 epizód                                      |
| 2016–2019 | A Korona                      | The Crown                          | Winston Churchill               | - 11 epizód - magyar hangja: - Barbinek Péter |
| 2017      |                               | Trial & Error                      | Larry Henderson professzor      | 13 epizód                                     |
| 2019–2022 | A Simpson család              | The Simpsons                       | önmaga / Gus (hangja)           | 1 epizód                                      |
| 2019–2022 |                               | The Late Show with Stephen Colbert | Rudy Giuliani                   | 4 epizód                                      |
| 2020      | Perry Mason                   | Perry Mason                        | Elias Birchard "E.B." Jonathan  | - 5 epizód - magyar hangja: - Harsányi Gábor  |
| 2021      | Farkassrác és a Mindenséggyár | Wolfboy and the Everything Factory | Chronopher professzor (hangja)  | 1 epizód                                      |
| 2021      |                               | Live in Front of a Studio Audience | Phillip Drummond                | 2 epizód                                      |
| 2021      | Dexter: Új vér                | Dexter: New Blood                  | Arthur Mitchell                 | 1 epizód                                      |
| 2022–2024 | A nagy öreg                   | The Old Man                        | Harold Harper                   | főszereplő                                    |

## Művei
- Remarkable Farkle Mcbride (2000)
- Marsupial Sue (2001)
- Micawber (2002)
- I'm a Manatee (2003)
- Carnival of the Animals (2004)
- A Lithgow Palooza (2004)
- Mahalia Mouse Goes to College (2007)
- I Got Two Dogs (2008)

## Fontosabb díjak és jelölések
- a Los Angeles-i filmkritikusok díja (1982) Garp szerint a világ
- a New York-i filmkritikusok díja (1982) Garp szerint a világ
- Szaturnusz-díj (1984) Homályzóna
- Emmy-díj (1986, 1996-1997, 1999, 2010)
- American Comedy-díj (1997) Űrbalekok
- Golden Globe-díj (1997, 2010)
- Arany Műhold-díj (1997, 2009)
- a filmszínészek céhe díja (1997, 1998)

## Fordítás
- Ez a szócikk részben vagy egészben  a   John Lithgow című angol Wikipédia-szócikk fordításán alapul.  Az eredeti cikk szerkesztőit annak laptörténete sorolja fel. Ez a jelzés csupán a megfogalmazás eredetét és a szerzői jogokat jelzi, nem szolgál a cikkben szereplő információk forrásmegjelöléseként.